# Municipio de Glen (Dakota del Sur)
El municipio de Glen (en inglés: Glen Township) es un municipio ubicado en el condado de Edmunds en el estado estadounidense de Dakota del Sur. En el año 2010 tenía una población de 48 habitantes y una densidad poblacional de 0,52 personas por km².

## Geografía
El municipio de Glen se encuentra ubicado en las coordenadas 45°28′39″N 99°23′25″O / 45.47750, -99.39028. Según la Oficina del Censo de los Estados Unidos, el municipio tiene una superficie total de 92.62 km², de la cual 87,98 km² corresponden a tierra firme y (5 %) 4.63 km² es agua.

## Demografía
Según el censo de 2010, había 48 personas residiendo en el municipio de Glen. La densidad de población era de 0,52 hab./km². De los 48 habitantes, el municipio de Glen estaba compuesto por el 89,58 % blancos y el 10,42 % eran de una mezcla de razas. Del total de la población el 0 % eran hispanos o latinos de cualquier raza.